# Melissa González (Leichtathletin)
Melissa González Creamer (* 24. Juni 1994 in El Paso, Texas) ist eine kolumbianische Hürdenläuferin, die sich auf die 400-Meter-Distanz spezialisiert hat.

## Sportliche Laufbahn
Erste internationale Meisterschaftserfahrungen sammelte Melissa González im Jahr 2016, als sie bei den U23-Südamerikameisterschaften in Lima in 59,54 s die Goldmedaille im 400-Meter-Hürdenlauf gewann und auch mit der kolumbianischen 4-mal-400-Meter-Staffel 3:42,19 min siegte. Im Jahr darauf gewann sie bei den Südamerikameisterschaften in Luque in 13,42 s die Bronzemedaille im 100-Meter-Hürdenlauf hinter der Brasilianerin Fabiana Moraes und Génesis Romero aus Venezuela. Zudem gewann sie über 400 m in 56,29 s die Silbermedaille hinter der Panamaerin Gianna Woodruff. Anschließend gewann sie bei den Juegos Bolivarianos in Santa Marta in 58,14 s die Bronzemedaille hinter ihrer Landsfrau Julieth Caballero und Gianna Woodruff und sicherte sich in 45,96 s gemeinsam mit Eliecith Palacios, Darlenys Obregón und Eliana Chávez die Bronzemedaille in der 4-mal-100-Meter-Staffel hinter den Teams aus Venezuela und Ecuador. 2018 nahm sie an den Südamerikaspielen in Cochabamba teil und gewann dort in 56,86 s die Silbermedaille hinter der Argentinierin Fiorella Chiappe und siegte in 3:31,87 min gemeinsam mit Eliana Chávez, Rosangélica Escobar und Jennifer Padilla in der 4-mal-400-Meter-Staffel und stellte damit einen neuen Spielerekord auf. Anschließend belegte sie bei den Zentralamerika- und Karibikspielen in Barranquilla in 56,67 s den siebten Platz über 400 m Hürden und gewann in 3:32,61 min die Bronzemedaille in der 4-mal-400-Meter-Staffel gemeinsam mit Eliana Chávez, Rosangélica Escobar und Jennifer Padilla hinter den Teams aus Kuba und Jamaika.
2019 siegte sie in 55,73 s bei den Südamerikameisterschaften in Lima und stellte damit einen neuen Meisterschaftsrekord auf. Zudem gewann sie in 3:32,81 min auch die Goldmedaille im Staffelbewerb gemeinsam mit Lina Licona, Eliana Chávez und Jennifer Padilla. Zudem gewann sie in der 4-mal-100-Meter-Staffel in 44,97 s gemeinsam mit Jennifer Padilla, Eliana Chávez und Eliecith Palacios die Silbermedaille hinter dem Team aus Brasilien. Anschließend schied sie bei den Panamerikanischen Spielen ebendort mit 56,78 s im Vorlauf über 400 m Hürden aus und belegte in der 4-mal-400-Meter-Staffel in 3:33,02 min den sechsten Platz. Anfang Oktober startete sie dann im Hürdenlauf auch bei den Weltmeisterschaften in Doha, kam dort mit 56,49 s nicht über die erste Runde hinaus. 2021 verteidigte sie bei den Südamerikameisterschaften in Guayaquil in 55,68 s ihren Titel über 400 m Hürden und verbesserte damit den Meisterschafts- sowie den kolumbianischen Landesrekord. Zudem siegte sie in 3:31,04 min gemeinsam mit Angie Palacios, Rosangélica Escobar und Evelis Aguilar in der 4-mal-400-Meter-Staffel. Im August gelangte sie bei den Olympischen Spielen in Tokio bis ins Halbfinale und schied dort mit 57,47 s aus und stellte im Vorlauf mit 55,32 s einen neuen Landesrekord auf. 2022 siegte sie in 56,11 s beim Grande Prêmio Brasil Caixa und im Mai siegte sie in 54,87 s bei den Ibero-Amerikanischen Meisterschaften in La Nucia. Beim Memoriał Ireny Szewińskiej siegte sie mit neuem Landesrekord von 54,80 s und anschließend schied sie bei den Weltmeisterschaften in Eugene mit 55,13 s im Halbfinale aus.
In den Jahren 2017, 2018 und 2021 wurde González kolumbianische Meisterin im 400-Meter-Hürdenlauf sowie 2017 auch in der 4-mal-400-Meter-Staffel.

## Persönliche Bestzeiten
- 100 m Hürden: 13,71 s (+0,8 m/s), 25. März 2017 in Arlington
  - 60 m Hürden (Halle): 8,61 s, 27. Januar 2018 in Houston
- 400 m Hürden: 54,80 s, 3. Juni 2022 in Bydgoszcz (kolumbianischer Rekord)

## Persönliches
Gonzalez ist mit dem US-amerikanischen Footballspieler David Blough verheiratet. Ihr Bruder Christian Gonzalez ist ebenfalls Footballspieler.